# Fissidens leucopteris
Fissidens leucopteris är en bladmossart som beskrevs av Brotherus 1924. Fissidens leucopteris ingår i släktet fickmossor, och familjen Fissidentaceae. Inga underarter finns listade i Catalogue of Life.